# Paul Lindvall
Bror Paul Lindvall, född 15 september 1963 i Västerviks församling, Kalmar län, är en svensk moderat politiker och kommunalråd i Linköping sedan våren 2002.

## Biografi
Paul Lindvall är sedan valet 2006 ordförande i kommunstyrelsen i Linköpings kommun. Paul Lindvall har också uppdrag inom regionförbundet Östsam och Sveriges Kommuner och Landsting.
Paul Lindvall har redan sedan tidigt 1980-tal haft en rad olika förtroendeuppdrag inom moderaterna, i Mjölby kommun 1982-1984, och efter valet 1985 invald i fullmäktige i Linköpings kommun. Han är tjänstledig universitetslärare i företagsekonomi vid Linköpings universitet. Paul Lindvall har bedrivit studier i bland annat statskunskap och historia samt avlagt examen som civilekonom. 
Perioden 2002-2006 ledde Paul Lindvall den borgerliga oppositionen i Linköping. Efter valet 2006 formades ett borgerligt styre -  Allians för Linköping - tillsammans med folkpartiet, kristdemokraterna och centerpartiet. Allians för Linköping fick fortsatt majoritet i valet 2010 och moderaterna blev största parti i fullmäktige.
I augusti 2014 stoppade Paul Lindvall musikgruppen Kartellen från att spela på festivalen Keep It Loud i Linköping, med motiveringen: "Kartellen är inte en lämplig grupp för en ungdomsfestival, betald med kommunens skattepengar." Avbokningskostnaden blev 56 000 kronor plus moms.